# 73 Dywizja Strzelecka (ZSRR)
73 Dywizja Strzelecka (ros. 73-я стрелковая дивизия) – związek taktyczny (dywizja) Armii Czerwonej. Trzykrotnie formowana.